# Regionalliga 2019-20
La Regionalliga 2019-20 fue la décima segunda temporada de la Regionalliga, la octava bajo el nuevo formato, y perteneció al cuarto nivel del fútbol alemán.

## Formato
El mismo formato de ascenso de la temporada previa fue usado de nueva cuenta. De acuerdo con el sorteo que tomó lugar el 27 de abril de 2018, los campeones de Regionalliaga Nord, Südwest ascendieron directamente a la 3. Liga 2020-21, mientras que los campeones de la Regionalliga Nordost y West jugaron play-offs de ascenso para determinar al cuarto equipo que ascendió.

## Efectos de la pandemia de COVID-19
Debido a la pandemia de COVID-19 en Alemania, las cinco asociaciones regionales de la DFB anunciaron el aplazamiento de las jornadas programadas en Baviera, Norte, Nordost, Südwest, y West del 12 al 13 de marzo de 2020.
La Regionalliga Südwest fue cancelada el 26 de mayo de 2020. 1. FC Saarbrücken fue declarado campeón y ascendió a la 3. Liga, mientras que ningún equipo fue relegado y cuatro equipos serán promovidos de la Oberliga, lo que llevará a una expansión de la liga para la próxima temporada.
La Regionalliga Nordost fue cancelada el 5 de junio de 2020, Lokomotive Leipzig fue declarado campeón y calificó para los play-offs de promoción, mientras que ningún equipo fue relegado en base a criterios deportivos y dos equipos serán promovidos desde la NOFV-Oberliga, lo que llevará a una expansión de La liga para la próxima temporada. Rot-Weiß Erfurt fue puesto en proceso de insolvencia el 29 de enero de 2020 y, por lo tanto, la decisión de relegarlo a NOFV-Oberliga se mantuvo. El 25 de junio de 2020, Wacker Nordhausen fue relegado voluntariamente a la Oberliga después de solicitar la insolvencia en diciembre.
Los clubes de la Regionalliga Bayern votaron el 4 de junio de 2020 para extender su temporada de liga más allá de septiembre de 2020, lo que significa que la asociación bávara tuvo que cancelar la temporada 2020–21 y continuar sin Türkgücü München, que posiblemente estaría jugando en la 3. Liga para ese momento. Por lo tanto, Baviera estará representada por un equipo que gana una serie de play-offs, que se celebrarán en la primavera de 2021, entre los cuatro mejores equipos al final de la reanudada temporada de la Regionalliga Bayern y que hayan presentado solicitudes para licencias de 3. Liga. Los ganadores del desempate bávaro se enfrentarán a los campeones de Regionalliga Nord por un lugar en la 3. Liga 2021–22.
La Regionalliga West fue cancelada el 20 de junio de 2020. SV Rödinghausen fue declarado campeón, como no solicitaron una licencia para la 3. Liga, el segundo lugar, SC Verl calificó para los play-offs de promoción, mientras que ningún equipo fue relegado en base a criterios deportivos y tres equipos serán promovidos de la Oberliga, lo que lleva a una expansión de la liga para la próxima temporada. Wattenscheid había sido puesto en administración el 23 de octubre de 2019 y, por lo tanto, fue relegado a la Oberliga.
La Regionalliga Nord fue cancelada el 25 de junio de 2020, VfB Lübeck fue declarado campeón y ascendió a la 3. Liga, mientras que ningún equipo fue relegado y cinco equipos serán promovidos desde la Oberliga, lo que llevaría a una expansión de la liga para la próxima temporada.

## Regionalliga Nord
Los 18 equipos de los estados de Bremen, Hamburgo, Baja Sajonia y Schleswig-Holstein compitieron en la octava temporada de la reformada Regionalliga Nord. Hannoverscher SC fue promovido de la Niedersachsenliga 2018-19, Altona 93 fue promovido de la Oberliga Hamburg 2018-19 y Heider SV fue promovido desde la Schleswig-Holstein-Liga 2018-19.
Después de la cancelación de la temporada, la clasificación final se basó en un promedio de puntos ganados por partidos jugados.
| Pos. | Equipo                | Pts. | PJ | G  | E | P  | GF | GC | Dif. |
| ---- | --------------------- | ---- | -- | -- | - | -- | -- | -- | ---- |
| 1    | Lübeck                | 61   | 25 | 20 | 1 | 4  | 64 | 24 | +40  |
| 2    | Wolfsburgo II         | 56   | 24 | 18 | 2 | 4  | 72 | 27 | +45  |
| 3    | Weiche Flensburg      | 46   | 23 | 14 | 4 | 5  | 35 | 22 | +13  |
| 4    | Drochtersen/Assel     | 44   | 25 | 14 | 2 | 9  | 37 | 33 | +4   |
| 5    | Werder Bremen II      | 40   | 25 | 11 | 7 | 7  | 40 | 37 | +3   |
| 6    | Eintracht Norderstedt | 39   | 24 | 12 | 3 | 9  | 40 | 33 | +7   |
| 7    | Holstein Kiel II      | 36   | 24 | 11 | 3 | 10 | 41 | 45 | −4   |
| 8    | Schwarz-Weiß Rehden   | 34   | 24 | 9  | 7 | 8  | 37 | 27 | +10  |
| 9    | Oldenburgo            | 34   | 23 | 10 | 4 | 9  | 40 | 42 | −2   |
| 10   | Havelse               | 32   | 22 | 9  | 5 | 8  | 38 | 38 | 0    |
| 11   | LSK Hansa             | 27   | 22 | 8  | 3 | 11 | 33 | 40 | −7   |
| 12   | San Pauli II          | 26   | 24 | 6  | 8 | 10 | 34 | 33 | +1   |
| 13   | Hannover 96 II        | 26   | 22 | 8  | 2 | 12 | 29 | 42 | −13  |
| 14   | Hamburgo II           | 23   | 22 | 6  | 5 | 11 | 37 | 35 | +2   |
| 15   | Jeddeloh              | 21   | 24 | 4  | 9 | 11 | 41 | 48 | −7   |
| 16   | Altona 93             | 16   | 21 | 4  | 4 | 13 | 26 | 48 | −22  |
| 17   | Heider                | 16   | 24 | 4  | 4 | 16 | 22 | 66 | −44  |
| 18   | Hannoverscher         | 15   | 24 | 2  | 9 | 13 | 20 | 46 | −26  |

 Fuente: Soccerway.com
Criterios de clasificación: 1) Puntos; 2) Diferencia de goles; 3) Goles marcados

### Tabla de cocientes
| Pos  | Equipo                | Prom. | Pts | PJ | G  | E | P  | GF | GC | Dif |
| ---- | --------------------- | ----- | --- | -- | -- | - | -- | -- | -- | --- |
| 1.°  | Lübeck                | 2.440 | 61  | 25 | 20 | 1 | 4  | 64 | 24 | +40 |
| 2.°  | Wolfsburgo II         | 2.333 | 56  | 24 | 18 | 2 | 4  | 72 | 27 | +45 |
| 3.°  | Weiche Flensburg      | 2.000 | 46  | 23 | 14 | 4 | 5  | 35 | 22 | +13 |
| 4.°  | Drochtersen/Assel     | 1.760 | 44  | 25 | 14 | 2 | 9  | 37 | 33 | +4  |
| 5.°  | Eintracht Norderstedt | 1.625 | 39  | 24 | 12 | 3 | 9  | 40 | 33 | +7  |
| 6.°  | Werder Bremen II      | 1.600 | 40  | 25 | 11 | 7 | 7  | 40 | 37 | +3  |
| 7.°  | Holstein Kiel II      | 1.500 | 36  | 24 | 11 | 3 | 10 | 41 | 45 | −4  |
| 8.°  | Oldenburgo            | 1.478 | 34  | 23 | 10 | 4 | 9  | 40 | 42 | −2  |
| 9.°  | Havelse               | 1.455 | 32  | 22 | 9  | 5 | 8  | 38 | 38 | 0   |
| 10.° | Schwarz-Weiß Rehden   | 1.417 | 34  | 24 | 9  | 7 | 8  | 37 | 27 | +10 |
| 11.° | LSK Hansa             | 1.227 | 27  | 22 | 8  | 3 | 11 | 33 | 40 | −7  |
| 12.° | Hannover 96 II        | 1.182 | 26  | 22 | 8  | 2 | 12 | 29 | 42 | −13 |
| 13.° | San Pauli II          | 1.083 | 26  | 24 | 6  | 8 | 10 | 34 | 33 | +1  |
| 14.° | Hamburgo II           | 1.045 | 23  | 22 | 6  | 5 | 11 | 37 | 35 | +2  |
| 15.° | Jeddeloh              | 0.875 | 21  | 24 | 4  | 9 | 11 | 41 | 48 | −7  |
| 16.° | Altona 93             | 0.762 | 16  | 21 | 4  | 4 | 13 | 26 | 48 | −22 |
| 17.° | Heider                | 0.667 | 16  | 24 | 4  | 4 | 16 | 22 | 66 | −44 |
| 18.° | Hannoverscher         | 0.625 | 15  | 24 | 2  | 9 | 13 | 20 | 46 | −26 |

     – Asciende a la 3. Liga 2020-21.

## Regionalliga Nordost
Los 18 equipos de los estados de Berlín, Brandeburgo, Mecklenburg-Vorpommern, Sajonia, Sajonia-Anhalt y Turingia compitieron en la octava temporada de la reformada Regionalliga Nordost. Energie Cottbus fue relegado de la 3. Liga 2018-19. SV Lichtenberg fue promovido de la NOFV-Oberliga Nord 2018-19 y Chemie Leipzig fue promovido de la NOFV-Oberliga Süd 2018-19.
Después de la cancelación de la temporada, la clasificación final se basó en un promedio de puntos ganados por partidos jugados.
| Pos. | Equipo               | Pts. | PJ | G  | E  | P  | GF | GC | Dif. | Clasificación 2020-21  |
| ---- | -------------------- | ---- | -- | -- | -- | -- | -- | -- | ---- | ---------------------- |
| 1    | Altglienicke         | 47   | 23 | 15 | 2  | 6  | 59 | 31 | +28  |                        |
| 2    | Lokomotive Leipzig   | 47   | 22 | 13 | 8  | 1  | 43 | 24 | +19  |                        |
| 3    | Energie Cottbus      | 45   | 23 | 13 | 6  | 4  | 53 | 32 | +21  |                        |
| 4    | Union Fürstenwalde   | 40   | 24 | 11 | 7  | 6  | 45 | 32 | +13  |                        |
| 5    | Hertha BSC II        | 38   | 23 | 12 | 2  | 9  | 59 | 42 | +17  |                        |
| 6    | Dynamo de Berlín     | 37   | 23 | 10 | 7  | 6  | 35 | 29 | +6   |                        |
| 7    | BAK 07               | 33   | 22 | 9  | 6  | 7  | 47 | 35 | +12  |                        |
| 8    | Viktoria Berlín      | 29   | 21 | 6  | 11 | 4  | 20 | 17 | +3   |                        |
| 9    | Auerbach             | 29   | 22 | 9  | 2  | 11 | 37 | 46 | −9   |                        |
| 10   | Meuselwitz           | 25   | 22 | 6  | 7  | 9  | 33 | 39 | −6   |                        |
| 11   | Lichtenberg          | 25   | 22 | 6  | 7  | 9  | 27 | 36 | −9   |                        |
| 12   | Chemie Leipzig       | 23   | 23 | 4  | 11 | 8  | 20 | 26 | −6   |                        |
| 13   | Optik Rathenow       | 20   | 23 | 5  | 5  | 13 | 20 | 48 | −28  |                        |
| 14   | Wacker Nordhausen    | 19   | 20 | 8  | 4  | 8  | 44 | 36 | +8   | Descenso a la Oberliga |
| 15   | Germania Halberstadt | 19   | 23 | 3  | 10 | 10 | 24 | 40 | −16  |                        |
| 16   | Babelsberg           | 17   | 22 | 3  | 8  | 11 | 22 | 38 | −16  |                        |
| 17   | Bischofswerdaer      | 11   | 20 | 2  | 5  | 13 | 16 | 53 | −37  |                        |
| 18   | Rot-Weiß Erfurt      | 0    | 0  | 0  | 0  | 0  | 0  | 0  | 0    | Descenso a la Oberliga |

 Fuente: Soccerway.com
Criterios de clasificación: 1) Puntos; 2) Diferencia de goles; 3) Goles marcados
Notas:
1. ↑  Al Wacker Nordhausen se le restaron 9 puntos por declararse en insolvencia.[15] Posteriormente fueron relegados voluntariamente a la NOFV-Oberliga al final de la temporada.[10]
2. ↑  Rot-Weiß Erfurt fue puesto en proceso de administración el 29 de enero de 2020. Posteriormente, todos sus resultados fueron eliminados.[16]

### Tabla de cocientes
| Pos  | Equipo               | Prom. | Pts | PJ | G  | E  | P  | GF | GC | Dif |
| ---- | -------------------- | ----- | --- | -- | -- | -- | -- | -- | -- | --- |
| 1.°  | Lokomotive Leipzig   | 2.136 | 47  | 22 | 13 | 8  | 1  | 43 | 24 | +19 |
| 2.°  | Altglienicke         | 2.043 | 47  | 23 | 15 | 2  | 6  | 59 | 31 | +28 |
| 3.°  | Energie Cottbus      | 1.957 | 45  | 23 | 13 | 6  | 4  | 53 | 32 | +21 |
| 4.°  | Union Fürstenwalde   | 1.667 | 40  | 24 | 11 | 7  | 6  | 45 | 32 | +13 |
| 5.°  | Hertha BSC II        | 1.652 | 38  | 23 | 12 | 2  | 9  | 59 | 42 | +17 |
| 6.°  | Dynamo de Berlín     | 1.609 | 37  | 23 | 10 | 7  | 6  | 35 | 29 | +6  |
| 7.°  | BAK 07               | 1.500 | 33  | 22 | 9  | 6  | 7  | 47 | 35 | +12 |
| 8.°  | Viktoria Berlín      | 1.381 | 29  | 21 | 6  | 11 | 4  | 20 | 17 | +3  |
| 9.°  | Auerbach             | 1.318 | 29  | 22 | 9  | 2  | 11 | 37 | 46 | −9  |
| 10.° | Meuselwitz           | 1.136 | 25  | 22 | 6  | 7  | 9  | 33 | 39 | −6  |
| 11.° | Lichtenberg          | 1.136 | 25  | 22 | 6  | 7  | 9  | 27 | 36 | −9  |
| 12.° | Chemie Leipzig       | 1.000 | 23  | 23 | 4  | 11 | 8  | 20 | 26 | −6  |
| 13.° | Wacker Nordhausen    | 0.950 | 19  | 20 | 8  | 4  | 8  | 44 | 36 | +8  |
| 14.° | Optik Rathenow       | 0.870 | 20  | 23 | 5  | 5  | 13 | 20 | 48 | −28 |
| 15.° | Germania Halberstadt | 0.826 | 19  | 23 | 3  | 10 | 10 | 24 | 40 | −16 |
| 16.° | Babelsberg           | 0.773 | 17  | 22 | 3  | 8  | 11 | 22 | 38 | −16 |
| 17.° | Bischofswerdaer      | 0.550 | 11  | 20 | 2  | 5  | 13 | 16 | 53 | −37 |

     – Clasifica a los play-offs de ascenso.
     – Descenso a Oberliga.

## Regionalliga West
Los 19 equipos de Renania del Norte-Westfalia compitieron en la octava temporada de la Regionalliga West reformada. Sportfreunde Lotte y Fortuna Colonia fueron relegados de la 3. Liga 2018-19. SV Bergisch Gladbach fue promovido de la Mittelrheinliga 2018-19, VfB Homberg fue promovido de la Oberliga Niederrhein 2018-19, mientras que Schalke 04 II y TuS Haltern fueron promovidos de la Oberliga Westfalen 2018-19.
Después de la cancelación de la temporada, la clasificación final se basó en un promedio de puntos ganados por partidos jugados.
| Pos. | Equipo                      | Pts. | PJ | G  | E | P  | GF | GC | Dif. | Clasificación 2020-21  |
| ---- | --------------------------- | ---- | -- | -- | - | -- | -- | -- | ---- | ---------------------- |
| 1    | Rödinghausen                | 63   | 26 | 20 | 3 | 3  | 66 | 19 | +47  |                        |
| 2    | Verl                        | 53   | 22 | 16 | 5 | 1  | 51 | 14 | +37  |                        |
| 3    | Rot-Weiss Essen             | 51   | 24 | 16 | 3 | 5  | 43 | 25 | +18  |                        |
| 4    | Rot-Weiß Oberhausen         | 46   | 23 | 13 | 7 | 3  | 42 | 21 | +21  |                        |
| 5    | Colonia II                  | 35   | 23 | 10 | 5 | 8  | 39 | 29 | +10  |                        |
| 6    | Alemannia Aachen            | 35   | 24 | 9  | 8 | 7  | 41 | 34 | +7   |                        |
| 7    | Borussia Dortmund II        | 34   | 25 | 9  | 7 | 9  | 43 | 39 | +4   |                        |
| 8    | Borussia Mönchengladbach II | 33   | 24 | 10 | 3 | 11 | 47 | 46 | +1   |                        |
| 9    | Schalke 04 II               | 31   | 25 | 8  | 7 | 10 | 31 | 27 | +4   |                        |
| 10   | Sportfreunde Lotte          | 31   | 22 | 9  | 4 | 9  | 35 | 33 | +2   |                        |
| 11   | Fortuna Düsseldorf II       | 30   | 24 | 8  | 6 | 10 | 36 | 40 | −4   |                        |
| 12   | Fortuna Colonia             | 29   | 22 | 8  | 5 | 9  | 19 | 26 | −7   |                        |
| 13   | Bonner                      | 25   | 25 | 7  | 4 | 14 | 28 | 43 | −15  |                        |
| 14   | Wuppertaler                 | 23   | 22 | 6  | 5 | 11 | 28 | 46 | −18  |                        |
| 15   | Haltern                     | 23   | 23 | 6  | 5 | 12 | 28 | 47 | −19  | Descenso a la Oberliga |
| 16   | Lippstadt                   | 19   | 22 | 5  | 4 | 13 | 21 | 43 | −22  |                        |
| 17   | Homberg                     | 16   | 25 | 4  | 4 | 17 | 21 | 51 | −30  |                        |
| 18   | Bergisch Gladbach           | 15   | 23 | 4  | 3 | 16 | 17 | 53 | −36  |                        |
| 19   | Wattenscheid                | 0    | 0  | 0  | 0 | 0  | 0  | 0  | 0    | Descenso a la Oberliga |

 Fuente: Soccerway.com
Criterios de clasificación: 1) Puntos; 2) Diferencia de goles; 3) Goles marcados
Notas:
1. ↑  SV Rödinghausen no aplicó para la licencia de 3. Liga.[17]
2. ↑  Por razones financieras, TuS Haltern se retiró de la liga regional al final de la temporada.[18]
3. ↑  SG Wattenscheid fue puesto en proceso de administración el 23 de octubre de 2020. Posteriormente, todos sus resultados fueron eliminados.[19]

### Tabla de cocientes
| Pos  | Equipo                      | Prom. | Pts | PJ | G  | E | P  | GF | GC | Dif |
| ---- | --------------------------- | ----- | --- | -- | -- | - | -- | -- | -- | --- |
| 1.°  | Rödinghausen                | 2.423 | 63  | 26 | 20 | 3 | 3  | 66 | 19 | +47 |
| 2.°  | Verl                        | 2.409 | 53  | 22 | 16 | 5 | 1  | 51 | 14 | +37 |
| 3.°  | Rot-Weiss Essen             | 2.125 | 51  | 24 | 16 | 3 | 5  | 43 | 25 | +18 |
| 4.°  | Rot-Weiß Oberhausen         | 2.000 | 46  | 23 | 13 | 7 | 3  | 42 | 21 | +21 |
| 5.°  | Colonia II                  | 1.522 | 35  | 23 | 10 | 5 | 8  | 39 | 29 | +10 |
| 6.°  | Alemannia Aachen            | 1.458 | 35  | 24 | 9  | 8 | 7  | 41 | 34 | +7  |
| 7.°  | Sportfreunde Lotte          | 1.409 | 31  | 22 | 9  | 4 | 9  | 35 | 33 | +2  |
| 8.°  | Borussia Mönchengladbach II | 1.375 | 33  | 24 | 10 | 3 | 11 | 47 | 46 | +1  |
| 9.°  | Borussia Dortmund II        | 1.360 | 34  | 25 | 9  | 7 | 9  | 43 | 39 | +4  |
| 10.° | Fortuna Colonia             | 1.318 | 29  | 22 | 8  | 5 | 9  | 19 | 26 | −7  |
| 11.° | Fortuna Düsseldorf II       | 1.250 | 30  | 24 | 8  | 6 | 10 | 36 | 40 | −4  |
| 12.° | Schalke 04 II               | 1.240 | 31  | 25 | 8  | 7 | 10 | 31 | 27 | +4  |
| 13.° | Wuppertaler                 | 1.045 | 23  | 22 | 6  | 5 | 11 | 28 | 46 | −18 |
| 14.° | Bonner                      | 1.000 | 25  | 25 | 7  | 4 | 14 | 28 | 43 | −15 |
| 15.° | Haltern                     | 1.000 | 23  | 23 | 6  | 5 | 12 | 28 | 47 | −19 |
| 16.° | Lippstadt                   | 0.864 | 19  | 22 | 5  | 4 | 13 | 21 | 43 | −22 |
| 17.° | Bergisch Gladbach           | 0.652 | 15  | 23 | 4  | 3 | 16 | 17 | 53 | −36 |
| 18.° | Homberg                     | 0.640 | 16  | 25 | 4  | 4 | 17 | 21 | 51 | −30 |

     – Clasifica a los play-offs de la DFB-Pokal.
     – Clasifica a los play-offs de ascenso.
     – Descenso a Oberliga.

## Regionalliga Südwest
Los 18 equipos de Baden-Württemberg, Hesse, Renania-Palatinado y Sarre compitieron en la octava temporada de Regionalliga Südwest. VfR Aalen fue relegado de la 3. Liga 2018-19. El Rot-Weiß Koblenz fuer promovido desde la Oberliga Rheinland-Pfalz/Saar 2018-19, FC Gießen y Bayern Alzenau fueron promovidos de la Hessenliga 2018-19 y Bahlinger SC fue promovido de la Oberliga Baden-Württemberg 2018-19.
Después de la cancelación de la temporada, la clasificación final se basó en un promedio de puntos ganados por partidos jugados.
| Pos. | Equipo            | Pts. | PJ | G  | E | P  | GF | GC | Dif. |
| ---- | ----------------- | ---- | -- | -- | - | -- | -- | -- | ---- |
| 1    | Saarbrücken       | 55   | 23 | 18 | 1 | 4  | 52 | 18 | +34  |
| 2    | Elversberg        | 49   | 23 | 15 | 4 | 4  | 48 | 24 | +24  |
| 3    | Steinbach         | 48   | 22 | 15 | 3 | 4  | 40 | 18 | +22  |
| 4    | Homburgo          | 46   | 23 | 14 | 4 | 5  | 42 | 30 | +12  |
| 5    | Astoria Walldorf  | 37   | 23 | 10 | 7 | 6  | 41 | 31 | +10  |
| 6    | Maguncia 05 II    | 37   | 23 | 11 | 4 | 8  | 37 | 29 | +8   |
| 7    | Ulm               | 35   | 22 | 11 | 2 | 9  | 38 | 24 | +14  |
| 8    | Kickers Offenbach | 32   | 22 | 9  | 5 | 8  | 29 | 28 | +1   |
| 9    | Hoffenheim II     | 29   | 22 | 8  | 5 | 9  | 37 | 34 | +3   |
| 10   | Bayern Alzenau    | 28   | 22 | 7  | 7 | 8  | 28 | 31 | −3   |
| 11   | Bahlinger         | 28   | 23 | 8  | 4 | 11 | 33 | 38 | −5   |
| 12   | FSV Frankfurt     | 28   | 23 | 7  | 7 | 9  | 26 | 32 | −6   |
| 13   | Friburgo II       | 28   | 23 | 8  | 4 | 11 | 30 | 37 | −7   |
| 14   | Aalen             | 26   | 22 | 6  | 8 | 8  | 27 | 25 | +2   |
| 15   | Gießen            | 25   | 23 | 6  | 7 | 10 | 22 | 39 | −17  |
| 16   | Pirmasens         | 18   | 22 | 3  | 9 | 10 | 19 | 35 | −16  |
| 17   | Balingen          | 11   | 23 | 3  | 2 | 18 | 24 | 57 | −33  |
| 18   | Rot-Weiß Koblenza | 5    | 22 | 0  | 5 | 17 | 12 | 55 | −43  |

 Fuente: Soccerway.com
Criterios de clasificación: 1) Puntos; 2) Diferencia de goles; 3) Goles marcados

### Tabla de cocientes
| Pos  | Equipo            | Prom. | Pts | PJ | G  | E | P  | GF | GC | Dif |
| ---- | ----------------- | ----- | --- | -- | -- | - | -- | -- | -- | --- |
| 1.°  | Saarbrücken       | 2.391 | 55  | 23 | 18 | 1 | 4  | 52 | 18 | +34 |
| 2.°  | Steinbach         | 2.182 | 48  | 22 | 15 | 3 | 4  | 40 | 18 | +22 |
| 3.°  | Elversberg        | 2.130 | 49  | 23 | 15 | 4 | 4  | 48 | 24 | +24 |
| 4.°  | Homburgo          | 2.000 | 46  | 23 | 14 | 4 | 5  | 42 | 30 | +12 |
| 5.°  | Astoria Walldorf  | 1.609 | 37  | 23 | 10 | 7 | 6  | 41 | 31 | +10 |
| 6.°  | Maguncia 05 II    | 1.609 | 37  | 23 | 11 | 4 | 8  | 37 | 29 | +8  |
| 7.°  | Ulm               | 1.591 | 35  | 22 | 11 | 2 | 9  | 38 | 24 | +14 |
| 8.°  | Kickers Offenbach | 1.455 | 32  | 22 | 9  | 5 | 8  | 29 | 28 | +1  |
| 9.°  | Hoffenheim II     | 1.318 | 29  | 22 | 8  | 5 | 9  | 37 | 34 | +3  |
| 10.° | Bayern Alzenau    | 1.273 | 28  | 22 | 7  | 7 | 8  | 28 | 31 | −3  |
| 11.° | Bahlinger         | 1.217 | 28  | 23 | 8  | 4 | 11 | 33 | 38 | −5  |
| 12.° | FSV Frankfurt     | 1.217 | 28  | 23 | 7  | 7 | 9  | 26 | 32 | −6  |
| 13.° | Friburgo II       | 1.217 | 28  | 23 | 8  | 4 | 11 | 30 | 37 | −7  |
| 14.° | Aalen             | 1.182 | 26  | 22 | 6  | 8 | 8  | 27 | 25 | +2  |
| 15.° | Gießen            | 1.087 | 25  | 23 | 6  | 7 | 10 | 22 | 39 | −17 |
| 16.° | Pirmasens         | 0.818 | 18  | 22 | 3  | 9 | 10 | 19 | 35 | −16 |
| 17.° | Balingen          | 0.478 | 11  | 23 | 3  | 2 | 18 | 24 | 57 | −33 |
| 18.° | Rot-Weiß Koblenza | 0.227 | 5   | 22 | 0  | 5 | 17 | 12 | 55 | −43 |

     – Asciende a la 3. Liga 2020-21.

## Regionalliga Bayern
Los 18 equipos de Baviera compiten en la octava temporada de la Regionalliga Bayern. Türkgücü München y TSV Rain am Lech fueron promovidos de la Bayernliga Süd 2018-19 y TSV Aubstadt fue promovido de la Bayernliga Nord 2018-19.

### Promoción a la 3. Liga
En junio de 2020, la BFV anunció al líder al momento de la suspensión de la temporada por la pandemia de coronavirus, Türkgücü Múnich, como el promovido para la 3. Liga 2020-21. El equipo abandona la liga mientras el juego se reanudará. Después del final de la temporada, los cuatro mejores equipos que hayan solicitado la admisión a la 3. Liga jugarán play-offs para determinar un ganador que participará en la ronda de promoción a la 3. Liga 2021-22.

### Antes de la suspensión
| Pos. | Equipo                 | Pts. | PJ | G  | E | P  | GF | GC | Dif. | Clasificación 2020-21         |
| ---- | ---------------------- | ---- | -- | -- | - | -- | -- | -- | ---- | ----------------------------- |
| 1    | Türkgücü-Ataspor       | 54   | 23 | 17 | 3 | 3  | 51 | 20 | +31  | Ascenso a la 3. Liga          |
| 2    | Schweinfurt 05         | 45   | 23 | 14 | 3 | 6  | 49 | 28 | +21  | Primera ronda de la DFB-Pokal |
| 3    | Núremberg II           | 43   | 23 | 12 | 7 | 4  | 51 | 27 | +24  |                               |
| 4    | Bayreuth               | 41   | 23 | 11 | 8 | 4  | 48 | 27 | +21  |                               |
| 5    | Viktoria Aschaffenburg | 38   | 23 | 11 | 5 | 7  | 45 | 29 | +16  |                               |
| 6    | Eichstätt              | 37   | 23 | 10 | 7 | 6  | 41 | 23 | +18  |                               |
| 7    | Greuther Fürth II      | 35   | 23 | 10 | 5 | 8  | 29 | 25 | +4   |                               |
| 8    | Buchbach               | 34   | 23 | 9  | 7 | 7  | 29 | 31 | −2   |                               |
| 9    | Aubstadt               | 33   | 22 | 9  | 6 | 7  | 37 | 34 | +3   |                               |
| 10   | Augsburgo II           | 29   | 23 | 7  | 8 | 8  | 38 | 34 | +4   |                               |
| 11   | Wacker Burghausen      | 26   | 23 | 7  | 5 | 11 | 28 | 33 | −5   |                               |
| 12   | Illertissen            | 25   | 23 | 7  | 4 | 12 | 33 | 48 | −15  |                               |
| 13   | Rain am Lech           | 24   | 22 | 7  | 3 | 12 | 24 | 40 | −16  |                               |
| 14   | Heimstetten            | 23   | 23 | 7  | 2 | 14 | 37 | 52 | −15  |                               |
| 15   | Schalding-Heining      | 23   | 22 | 6  | 5 | 11 | 26 | 47 | −21  |                               |
| 16   | 1860 Rosenheim         | 21   | 23 | 6  | 3 | 14 | 29 | 56 | −27  |                               |
| 17   | Memmingen              | 19   | 22 | 4  | 7 | 11 | 22 | 36 | −14  |                               |
| 18   | Garching               | 16   | 21 | 4  | 4 | 13 | 23 | 50 | −27  |                               |

 Fuente: Soccerway.com
Criterios de clasificación: 1) Puntos; 2) Diferencia de goles; 3) Goles marcados
Notas:
1. ↑  Al momento de la finalización del plazo para la inscripción de los equipos participantes a la DFB-Pokal, la BFV ya había eliminado los partidos del Türkgücü Múnich, por tanto el primer equipo ubicado en ese momento en la tabla de posiciones (Schweinfurt 05)[21] clasificó a la primera ronda de la DFB-Pokal.[22]

## Play-off de ascenso
Los campeones de las dos ligas regionales establecidas con anterioridad participaron en el play-off de ascenso a la 3. Liga. El ganador del juego de promoción consiguió el ascenso para la tercera división de la siguiente temporada.
En el caso de una exención de participación de los equipos, o si ningún equipo calificaba atléticamente de una liga regional, se declaraba byes.
Los siguientes equipos calificaron atléticamente para los juegos de ascenso:
- Subcampeón de la Regionalliga West:  SC Verl[n. 2]
- Campeón de la Regionalliga Nordost:  1. FC Lokomotive Leipzig

Los participantes y el orden de emparejamiento para el play-off de la promoción 2019-20 se determinaron mediante un sorteo celebrado el 27 de abril de 2018. El partido de ida se celebró el 25 de junio y el de vuelta el 30 de junio de 2020.
| Equipo 1 | Agr.  | Equipo 2           | Ida   | Vuelta |
| -------- | ----- | ------------------ | ----- | ------ |
| Verl     | 3 – 3 | Lokomotive Leipzig | 2 – 2 | 1 – 1  |

### Partidos
Los horarios corresponden al Horario de verano europeo (UTC+2).
- Verl empató en el resultado global con un marcador de 3–3, gracias a la regla del gol de visitante logró el ascenso a la 3. Liga para la siguiente temporada.